# Esercito popolare Boricua
L'Esercito popolare Boricua (in spagnolo: Ejército Popular Boricua o EPB) è un'organizzazione guerrigliera operante a Porto Rico, con cellule presenti anche negli Stati Uniti.
L'organizzazione lotta per conseguire l'indipendenza di Porto Rico da quello che viene chiamato il colonialismo statunitense. Il Federal Bureau of Investigation (FBI) considera l'organizzazione come terrorista.
I suoi membri sono noti anche come los macheteros, ovvero "coloro che usano il machete".
Michael González Cruz, nel suo libro Nacionalismo Revolucionario Puertorriqueño ("nazionalismo rivoluzionario portoricano"), stima che i membri attivi possano essere circa 5.700 tra uomini e donne e che possono contare su un numero imprecisato di fiancheggiatori, simpatizzanti ed informatori, divisi in cellule di sei-dieci militanti, sia negli Stati Uniti che in altri paesi. Il settimanale inglese The Economist stima invece i membri attivi in 1.100 unità, escludendo i fiancheggiatori.
Il gruppo ha rivendicato la responsabilità di numerosi attentati dinamitardi, attacchi contro l'esercito statunitense e rapine a mano armata a partire dal 1978, ed è stato guidato da Filiberto Ojeda Ríos (incluso nella lista FBI Most Wanted Fugitives) fino alla sua morte, nel 2005.